# Exceso de equipaje
Exceso de equipaje es la capacidad sobrepasada de peso en el equipaje permitido por las compañías aéreas. Cada día son más las personas que optan por volar de un punto a otro en lugar de soportar varias horas de viaje en coche, tren o autobús. En este sentido, las compañías aéreas han servido para impulsar este tipo de traslados aunque, a la vez, han obligado al pasajero a tener que controlar más lo que guarda en su maleta. Resultan más inflexibles a la hora de permitir el exceso de equipaje e, incluso, algunas han optado por incrementar la capacidad del equipaje de mano y reducir la del facturado. No cumplir las normas puede costarle al viajero importante sumas por cada kilogramo que exceda el límite permitido. 

## Franquicias permitidas
Al emprender un viaje son muchas las cuestiones que se deben tener en cuenta. Pero si éste se va a realizar en avión, los planes pueden complicarse. Pasar unos días o unos meses fuera de casa supone decidirse por una u otra ropa y, generalmente, obliga a incluir prendas de mayor y menor abrigo. Sin embargo, el peso del equipaje o el número de bultos (según el sistema de piezas) está limitado. Cada compañía establece unos máximos y, dependiendo del tipo de billete que se haya adquirido, estos serán más permisivos o menos: Aunque el peso máximo permitido varía según la compañía y destino, la norma más general es aproximadamente la siguiente

## Vuelos nacionales
- Los pasajeros con billete de precio reducido o clase turista pueden transportar un máximo de entre 15 y 30 kg, dependiendo de la aerolínea.
- Los pasajeros que viajan en primera clase y preferente, tienen un límite de entre 30 y 60 kg, según aerolínea.

## Vuelos internacionales
Los pasajeros tienen las mismas restricciones, excepto en los vuelos a Estados Unidos, Canadá y parte de América Central, donde se permite un máximo de dos bultos, cada uno de 32 kg. Además del equipaje facturado, el pasajero puede llevar consigo en cabina el denominado equipaje de mano. Éste puede pesar entre seis y diez kilogramos, según las normas de la compañía, e incluir un paraguas o un bastón, un bolso, una cámara fotográfica o una videocámara, un monedero, un paquete de lectura razonable, un abrigo o una manta de viaje, una cuna para bebés, un par de muletas y una silla de ruedas plegable, entre otras cosas.

## Tarifas
Generalmente, las compañías aéreas tienen como norma que por cada kilogramo de peso que exceda la franquicia gratuita, el pasajero abone un 1% o un 1,5% de la tarifa de ida del billete más alta en clase turista.

## Equipajes especiales
Sin olvidar ningún detalle, las compañías aéreas cuentan también con tarifas especiales para determinados equipajes que no están incluidos en la franquicia, tales como los equipos deportivos, sillas de ruedas o animales de compañía: 
- Sillas de ruedas accionadas mecánicamente. Son aceptadas en bodega siempre que el acumulador esté desconectado y protegido contra cortocircuitos. Están considerados artículos personales y, por lo tanto, no están sujetas a ningún cargo por exceso de equipaje.
- Equipo de esquiar. Compuesto por un par de esquíes, un par de bastones, un par de botas o una tabla motoesquí, este tipo de equipos deben ir bien sujetos durante el transporte y, generalmente, sólo se cobran cuando la suma del equipaje facturado y el equipo de esquiar supera la franquicia.
- Bicicletas. Cabe la posibilidad de que se exija la retirada de los pedales, o bien que estos se coloquen hacia adentro, mientras que el manillar debe estar paralelo al bastidor. La bicicleta completa irá guardada en una caja o bolsa de protección.
- Equipo de golf. Lo forma una única bolsa con un par de zapatos y los palos de golf. No debe sobrepasar los 15 kg y, si lo hace, la penalización dependerá de si se aplica el sistema de peso o de piezas.
- Equipos de surf y windsurf. Las compañías suelen recomendar que se reserve el espacio para éste antes de que el pasajero se presente en el mostrador de facturación. En caso contrario, su traslado estará sujeto a la disponibilidad de espacio.
- Animales domésticos. Perros, gatos o pájaros pueden ser aceptados como equipaje, pero se deberá abonar la tarifa correspondiente con independencia de la franquicia. Como norma general, su transporte se realiza en la bodega del avión, colocados en un recipiente o contenedor, aunque también es posible que viajen con sus dueños en la cabina de pasajeros.
- Perro lazarillo. Amaestrado para comportarse como un perro guía, por lo general, no tiene problema para viajar en cabina, salvo que lo impidan las regulaciones nacionales o de las compañías aéreas.

Las compañías de bajo coste suelen cobrar un recargo adicional de hasta 25 euros por las piezas que se deban cargar manualmente, como las tablas de surf, windsurf o planeadores.

## Artículos prohibidos
Por motivos de seguridad, las líneas aéreas prohíben o restringen el transporte de determinados artículos que pondrían en riesgo la salud e integridad física de los pasajeros debido, entre otras razones, a los cambios de presión y de temperatura. 
No están permitidos: 
- Productos inflamables: encendedores, aerosoles, disolventes, bombonas de camping gas, recambios de mecheros, gas para defensa personal, pastillas para encender fuego.
- Elementos punzantes: tijeras, cuchillos, agujas.
- Explosivos y pirotécnicos: fuegos artificiales, bengalas, pistones y pistolas de juguete.
- Líquidos inflamables: pinturas, diluyentes, disolventes, pegamentos.
- Materiales corrosivos: ácidos, metales alcalinos, mercurio metálico, termómetros de mercurio, barómetros.
- Materiales oxidantes: lejías, abrasivos, insecticidas.

En cuanto a los equipos electrónicos que puedan afectar a los sistemas de comunicación del avión, es necesario que estos vayan apagados durante el despegue y el aterrizaje del avión y nunca deben encenderse sin el permiso de la tripulación. Se incluyen en este apartado los teléfonos móviles, equipos transmisores de radioaficionados, reproductores de CD, impresoras láser, grabadoras y reproductores de video, transistores, escáneres, juegos electrónicos y transistores de radio control.

Están restringidos:
- Armas deportivas y de fuego, municiones de guerra, petardos.
- Medicinas y productos de higiene.
- Cerillas y encendedores.
- Rizadores de pelo de butano.
- Hielo seco, bombonas de oxígeno y dióxido de carbono.
- Marcapasos, pilas hidroeléctricas, radioteléfonos, reproductor de radio o televisión.
- Aceite de cocina.

Por último, se recomienda no incluir en el equipaje facturado artículos frágiles o perecederos, dinero, joyas, metales preciosos, ordenadores, dispositivos electrónicos, documentos de negocios, pasaportes y otros documentos de identificación.